# 阿勒斯河
46°56′44″N 6°52′16″E / 46.94543°N 6.87104°E

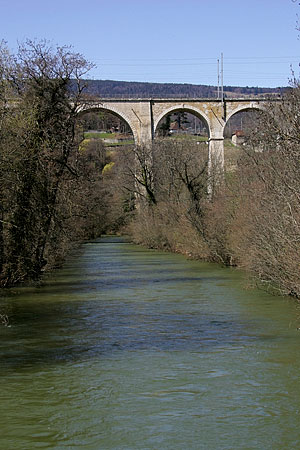

阿勒斯河是瑞士的河流，位於該國西部，流經納沙泰爾州，河道全長32公里，流域面積394平方公里，最終注入納沙泰爾湖，河口處在布德里附近。